# Панасовка (Калиновский район)
Панасовка (укр. Панасівка) — село на Украине, находится в Калиновском районе Винницкой области.
Код КОАТУУ — 0521680606. Население по переписи 2001 года составляет 70 человек. Почтовый индекс — 22425. Телефонный код — 4333.
Занимает площадь 0,29 км².

## Адрес местного совета
22425, Винницкая область, Калиновский р-н, с. Глинск, ул. Ленина, 6